# Stanford Moore
Biochimistul american Stanford Moore (n. 4 septembrie 1913, Chicago, Illinois, SUA – d. 23 august 1982, New York City, New York, SUA) s-a născut la Chicago în anul 1913. Termină cursurile Institutului Vanderbilt din Nashville (statul Tennessee) în anul 1935 după care ocupă diferite funcții la : Universitatea din Wisconsin, Institutul de Cercetări în domeniul medicinei Rockffeler din New York, iar din anul 1952 este profesor la acest Institut.
Lucrările de bază ale lui Moore, efectuate în colaborare cu Stein W.H., sunt dedicate cercetării structurii proteinelor. Ei au elaborat metode analitice exacte pentru determinarea compoziției aminoacide a proteinelor. În 1951 au dezvoltat metoda cromatografică cu schimbători de ioni folosind-o la extragerea și purificarea ribonucleazei. Datorită combinării metodei cromatografice de analiză, elaborată de Stein și Moore, cu metoda fotometric-ninhidrică propusă de ei și colectorul de fracții tot al lor, au modelat metodica ce permite analiza hidrolizatului proteic pe parcursul a două săptămâni.
În activitatea de cercetare pe care o efectuează de-a lungul carierei sale face o serie de descoperiri printre care amintim:
- în anul 1950 – folosirea rășinilor sintetice schimbătoare de ioni (sulfocationiți) le-a permis să scurteze acest timp până la o săptămână;
- în anul 1958 – automatizează procesul și timpul de analiză e micșorat până la câteva ore.
- în anul 1960 – stabilește structura primară a ribonucleazei ce conține 1876 atomi de C, H, N, O și a descoperit, de asemenea, un principiu important, conform căruia grupele funcționale ale aminoacizilor, ce formează centrul activ al fermentului, posedă o capacitate de reacție anormal de înaltă.
În anul 1966 devine președintele Societății Biochimice din America, membru al unui șir de Academii de Științe.
În anul 1972, împreună cu Stein și C.B.Afinsen, câștigă premiul Nobel.